# Iván Córdoba
Iván Ramiro Córdoba Sepúlveda (wym. [iˈβan ˈkoɾðoβa]; ur. 11 sierpnia 1976 w Rionegro) – kolumbijski piłkarz, który występował na pozycji obrońcy. 
W latach 1997–2010 reprezentant Kolumbii.
W 2001 roku doprowadził drużynę narodową Kolumbii do zwycięstwa w turnieju Copa América strzelając jedynego gola w finale. Reprezentował swój kraj również podczas Mistrzostw Świata w 1998.
6 maja 2012 roku ogłosił zakończenie piłkarskiej kariery wraz z końcem sezonu 2011/2012 po 13 latach spędzonych w czarno-niebieskiej części Mediolanu. 17 maja piłkarz potwierdził, że pozostanie w klubie na stanowisku administracyjnym.
Od lipca 2011 posiada również obywatelstwo włoskie.

## Sukcesy

### Atlético Nacional
- Copa Interamericana: 1995

### Inter Mediolan
- Mistrzostwo Włoch: 2005/2006, 2006/2007, 2007/2008, 2008/2009, 2009/2010
- Puchar Włoch: 2004/2005, 2005/2006, 2009/2010, 2010/2011
- Liga Mistrzów UEFA: 2009/2010
- Klubowe mistrzostwo świata: 2010

### Reprezentacyjne
- Copa América: 2001